# Robert Conrad
Conrad Robert „Bob” Norton Falk (ur. 1 marca 1935 w Chicago, zm. 8 lutego 2020 w Malibu) – amerykański aktor, reżyser, scenarzysta, piosenkarz, kaskader i bokser. Stał się znany dzięki głównej roli Jamesa T. Westa w serialu CBS The Wild Wild West. Laureat People’s Choice Award 1977 dla ulubionego wykonawcy w nowym programie telewizyjnym.

## Życiorys
Urodził się w Chicago w Illinois jako Conrad Robert Norton Falk lub Konrad Robert Falkowski. Jego ojciec, Leonard Henry Falkowski, w chwili narodzin Conrada miał 17 lat; był pochodzenia niemieckiego i miał polskie korzenie. Jego matka, Alice Jacqueline Hartman (córka Conrada i Hazel Hartmanów), miała 15 lat, kiedy urodziła i nazwała syna po swoim ojcu. Uczęszczał do szkół w Chicago, w tym South Shore High School, Hyde Park High School, YMCA Central School i New Trier High School. Porzucił szkołę w wieku piętnastu lat, aby pracować w pełnym wymiarze godzin, w tym ładować ciężarówki dla Consolidated Freightways i Eastern Freightways oraz kierować ciężarówką do mleka w Chicago’s Bowman Dairy. Po kilkuletniej pracy w Chicago i studiach teatralnych na Northwestern University, rozpoczął karierę aktorską.
Jedną z jego pierwszych płatnych ról była tygodniowa praca pozująca poza teatrem w Chicago, gdzie wyświetlany był film Olbrzym (Gigant, 1956); Conrad był podobny do głównego bohatera filmu Jetta Rinka, aktora Jamesa Deana, więc jego matka wykorzystała w przemyśle rozrywkowym kontakty, które pomogą mu uzyskać część przeznaczoną jako chwyt reklamowy w celu zwiększenia frekwencji w teatrze. Conrad uczył się także śpiewu; jego trenerem wokalnym był Dick Marx, ojciec piosenkarza Richarda Marxa.
W 1957 podczas wizyty na grobie Jamesa Deana w Fairmount w stanie Indiana, Conrad spotkał aktora Nicka Adamsa. Zostali przyjaciółmi, a Adams zasugerował, aby Conrad przeprowadził się do Kalifornii, aby zająć się aktorstwem. Zadebiutował w sensacyjno-przygodowym dramacie kryminalnym Williama Witneya Juvenile Jungle (1958). W dramacie Thundering Jets (1958) z udziałem Dicka Forana wystąpił jako porucznik Robert „Tiger Bob” Kiley. Przełomem stała się rola agenta Secret Service Jamesa T. Westa w seryjnym westernie CBS The Wild Wild West (1965-1969) i w filmach telewizyjnych The Wild, Wild West Revisited (1979) i More Wild Wild West (1980). Wykonał większość swoich wyczynów kaskaderskich, a podczas kręcenia odcinka „Noc uciekinierów” (1968) doznał upadku, który doprowadził do wstrząsu mózgu i pęknięcia czaszki. Za rolę lotnika, asa myśliwskiego okresu II wojny światowej - Grega „Pappy” Boyingtona w serialu NBC Baa Baa Black Sheep (1976-1978) był nominowany do Złotego Globu 1978 dla najlepszego aktora w serialu dramatycznym. Zagrał szeryfa w teledysku Richarda Marxa „Hazard” (1992).

## Życie prywatne
23 lutego 1952 poślubił Joan Kenlay, z którą miał pięcioro dzieci. W 1977 doszło do rozwodu. 28 marca 1983 ożenił się z LaVeldą Ione Fann, z którą miał troje dzieci. W 2010 para rozwiodła się. 

### Śmierć
Zmarł 8 lutego 2020 na niewydolność serca w Malibu w Kalifornii w wieku 84 lat.

## Wybrana filmografia

### Filmy fabularne
- 1975: Ostatni dzień (The Last Day) jako Bob Dalton
- 1975: Żyj krótko, a dobrze (Murph the Surf) jako Allan Kuhn
- 1982: Gdy zło jest dobrem (Wrong Is Right) jako Generał Wombat
- 1984: Pułkownik Knox (Hard Knox, TV) jako Pułkownik Joe Knox
- 1985: Akademia ruchu (Moving Violations) jako Szef Rowe
- 1990: Wszystko aby przeżyć  (Anything to Survive, TV) jako Eddie Barton
- 1992: Gangster i dzieciaki (Mario and the Mob, TV) jako Mario Dante
- 1993: Samuraj kowbojem (Samurai Cowboy) jako Gabe
- 1993: Krwawy odwet (Sworn to Vengeance, TV) jako Sierżant Stewart
- 1994: Sprawiedliwość dla niewinnych (Two Fathers: Justice for the Innocent, TV) jako Stackhouse
- 1996: Świąteczna gorączka (Jingle All the Way) jako Oficer Hummell

### Seriale TV
- 1959: Bat Masterson jako Indian Brave
- 1959: Maverick jako Davie Barrows
- 1959-63: Hawaiian Eye jako Tom Lopaka
- 1965-69: The Wild Wild West jako James T. West
- 1974: Columbo jako Milo Janus
- 1976-78: Baa Baa Black Sheep Pappy Boyington
- 1979-80: A Man Called Sloane jako Thomas R. Sloane